# Schlacht von Carabobo
Mit der zweiten Schlacht von Carabobo wird ein entscheidender Kampf der Unabhängigkeitskriege in Venezuela zwischen spanischen Truppen unter Miguel de la Torre und den Separatisten unter Simón Bolívar bezeichnet.

## Vorgeschichte
Nach seiner Legitimierung als Oberbefehlshaber und Staatschef durch den Kongress von Angostura (heute: Ciudad Bolívar) 1817 und dem glänzenden Sieg an der Brücke von Boyacá am 7. August 1819 zur Befreiung Neugranadas (heute Kolumbien) konnte sich Simón Bolívar dem Kampf in seinem Heimatland Venezuela zuwenden. Nach den fehlgeschlagenen Versuchen der Vorjahre, Caracas einzunehmen, und dem Ende April ausgelaufenen Waffenstillstand (geschlossen in Santa Ana (Bundesstaat Trujillo) am 27. November 1820 zwischen Pablo Morillo und Bolívar), hatte Bolívar damit begonnen, den Feldzug vorzubereiten, der Venezuela endgültig von der spanischen Kolonialherrschaft befreien sollte.
Beide Seiten nutzten die Feuerpause, um mittels Gesandter einen dauerhaften Frieden auszuhandeln. Letztlich scheiterten die Gespräche daran, dass die Spanier nicht bereit waren, die bereits bestehenden Republiken anzuerkennen, und damit auf Augenhöhe zu verhandeln. Weil die Spanier den Waffenstillstand auch für Neugranada für gültig hielten, was Bolívar bestritt, und er einen Aufstand in Maracaibo zugunsten der Republik Ende Januar 1821 deckte, kam es im Februar und März zu ernsthaften Spannungen, die den Waffenstillstand gefährdeten. Der Nachfolger des zum Jahreswechsel nach Spanien zurückgekehrten Morillo als Chef des spanischen Expeditionsheeres, Miguel de la Torre, drohte mit der Wiederaufnahme der Kriegshandlungen, aber da in Maracaibo dank der Umsicht von Rafael Urdaneta kein Schuss gefallen war und der Spanier damit selbst den Waffenstillstand gebrochen hätte, wartete er noch einen Monat, bis das Abkommen vereinbarungsgemäß endete.

## Ausgangslage
Die Spanier verfügten landesweit zwischen 11.000 und 13.500 Soldaten. Die 1. Division befand sich im Nordwesten in Barquisimeto, die zweite lag als Vorhut im Süden bei Calabozo, die vierte sicherte den einzig verbliebenen Ort im Osten, Cumaná, und die 5. Division war im Westen an der Nordgrenze der (damaligen) Provinz Barinas in Araure stationiert. Hinzu kamen einzelne Garnisonen in wichtigen Orten, wie beispielsweise Caracas. (Die 3. Division des spanischen Expeditionsheeres war in der Schlacht von Boyacá in Neugranada 1819 verlorengegangen.) De la Torre hatte in San Carlos sein Hauptquartier aufgeschlagen.
Die Patrioten hatten ihre 10.000 Soldaten auf sieben Divisionen verteilt. Bolívar selbst führte seine Gardedivision von Barinas nach Apure, um sie dort zu verproviantieren; anschließend kehrte er nach Barinas zurück, wo Manuel Cedeño mit Reitern und Schlachtvieh aus dem kolumbianischen Casanare zu ihm stieß. In Apure befand sich die Division von José Antonio Páez, der mit den Viehherden der Llanos die Truppen Bolívars unterstützte. Zum Feldzug brachte er einige Tausend Rinder mit, mit denen das Heer versorgt werden konnte. Rafael Urdaneta hatte seine Division im Maracaibo organisiert. Pedro Zaraza befand sich nördlich zwischen Bolívars Garde und Páez im heutigen Bundesstaat Guárico. Im Nordosten stand die Division von José Francisco Bermúdez in Barcelona (Bundesstaat Anzoátegui), um Cumaná zu bedrohen. Dafür hatte er die Unterstützung der Division von Juan Bautista Arismendi auf der Insel Margarita. Rund hundert Kilometer südlich von Bermudez, in Aragua (de Barcelona), sicherte José Tadeo Monagas mit seiner Division das Hinterland.

## Der Carabobo-Feldzug
Bereits Mitte 1820 hatten Bolívar und sein Generalstab den Plan zu einem Feldzug zur Befreiung Venezuelas entworfen, zu dem die Vorbereitungen im Frühjahr 1821 anliefen. Der Plan sah eine Konzentration beider Heere in Araure oder San Carlos vor, wobei Bolívar de la Torre vor der Entscheidungsschlacht zu Abkommandierungen zu veranlassen gedachte, um am Tag der Entscheidung numerisch überlegen zu sein.
Um die Spanier zur Konzentration ihrer Truppen zu bewegen, begann Urdaneta seinen Marsch von der Ostseite des Maracaibo-Sees und zog nach einigen Gefechten auf dem Weg am 11. Mai in Coro ein. Bereits am Tag vorher hatte Páez seinen Marsch aus Apure begonnen. Zarazas Division beschäftigte auf dem Weg nach Nordwesten zum vereinbarten Treffpunkt die 2. Division des spanischen Expeditionsheeres um Calabozo.
De la Torre suchte ebenfalls die Initiative, wobei er die beiden ersten Divisionen in San Carlos konzentrierte und seine 5. Division nach Südwesten auf Barinas schickte, aber diese wurde von den beiden Abteilungen unter Juan Gómez und Ambrosio Plaza, die Bolívar entsandt hatte, Mitte Mai aus Guanare vertrieben, das auf halbem Weg zwischen Araure und Barinas liegt. Während sich die Spanier zurückzogen, marschierte Páez’ Division hinter Bolívars Truppen an den Fuß der Anden und schloss schließlich zu ihnen auf. De la Torre war derweil von San Carlos aufgebrochen und erreichte am 19. Mai Araure. Angesichts der zurückgedrängten 5. Division des Expeditionsheeres, trat auch er am folgenden Tag den Rückzug an, zumal der Feldzug von Bermudez von Osten den Verlust von Caracas zur Folge gehabt hatte (s. u.). Er ließ seine Truppen südlich von Valencia, auf dem Feld von Carabobo Stellung beziehen, während er sich in der Stadt aufhielt. Damit hatte Bolívar sein erstes Ziel erreicht: die Spanier hatten ihre Truppen im Westen an einem Punkt zusammengezogen.

### Der Feldzug von Bermudez’
Der ungehinderte Marsch von Páez zu Bolívar war deswegen möglich gewesen, weil seit dem Ende des Waffenstillstands die Division von Bermudez, aus Barcelona kommend, erfolgreich auf dem Weg nach Caracas war. Er hatte ein Drittel seiner 1800 Soldaten vor Cumaná zurückgelassen und war der Küste entlang vorgestoßen. Am 12. Mai war er nach mehreren Siegen gegen einige Kompanien des eigentlich zur 1. Division gehörigen Bataillons Hostalrich bis fast nach Caracas gelangt. Die restlichen Kompanien, zusammen mit einem Bataillon der Kolonialarmee, besiegte Bermudez bravourös in der Schlacht von El Rodeo bei Guatire nur wenig westlich der heutigen Stadtgrenze von Caracas. Weil damit dem spanischen Militärkommandanten Ramón Correa y Guevarra die Verteidigung der Hauptstadt zu geschwächt erschien, gab er sie auf. De la Torre sandte Teile der 2. Division von Francisco Tomás Morales in Calabozo nach Norden, um Bermudez aufzuhalten. Dies gewährleistete, dass die Llaneros von Paez ungehindert nach Nordwesten zum Treffen mit Bolívar marschieren konnten. Bermudez besetzte am 14. Caracas, während Correa in die Täler von Aragua floh, wohin ihn Bermudez verfolgte und erneut besiegte. Morales schlug, numerisch überlegen, Bermudez am 24. Mai in die Flucht. Die Patrioten mussten Caracas zwar aufgeben, aber durch Verstärkungen, vor allem von Arismendi von der Insel Margarita, konnten sie sich in El Rodeo verschanzen. Der Kommandeur des verfolgenden 2. Bataillon Valencey, José Pereira, das später entscheidend in der Schlacht von Carabobo fehlte (Hostalrich kehrte zur 1. Division zurück), schreckte vor einem Gefecht zurück. Er bot Bermudez nach einigen kleineren Gefechten südwestlich von Guatire Mitte Juni an, auf das Ergebnis des prinzipalen Treffens zwischen Bolívar und de la Tore zu warten. Bermudez lehnte ab, verfolgte Pereira nach Caracas und erlitt am 23. Juni eine verlustreiche Niederlage am äußerst steilen Kalvarienberg westlich des Stadtzentrums.

### Die Ablenkung von Cruz Carrillo
Bolívars Truppen rückten in der zweiten Maihälfte weiter nach Nordosten vor, und der Befreier zog mit der Vorhut am 2. Juni in San Carlos ein. Seine Garde kam erst Tage später. In den folgenden Tagen sammelten sich die Divisionen, wie von Bolívar geplant, in San Carlos. Für den zweiten Teil seines Feldzugplans sollte de la Torre weitere Abteilungen abkommandieren, um seinen Hauptkörper zu schwächen. Zu diesem Zweck hatte Bolívar den Gouverneur und Militärchef von Trujillo, José Cruz Carrillo, mit seinen Truppen angewiesen, Richtung Nordosten vorzustoßen. Zuerst musste er sich mit den royalistischen Guerillas in der Umgebung auseinandersetzen, bevor er sich seiner eigentlichen Aufgabe widmen konnte. Cruz Carrillo hatte am 19. Mai El Tocuyo, auf gut der Hälfte des Weges von Trujillo nach Barquisimeto besetzt, als de la Torre mit dem Zusammenziehen seiner Truppen begann. Noch im Mai hatte Cruz Carrillo den Überläufer Juan de los Reyes Vargas weiter nach Nordosten, auf die heutige Hauptstadt des Bundesstaates Yaracuy, San Felipe, geschickt, wo dieser allerdings Mitte Juni vertrieben wurde. Das nun offenstehende Barquisimeto besetzte Urdaneta, von Coro kommend, am 13. Juni. Cruz Carrillo rückte nach und sicherte so den Weg von Urdanetas Division nach San Carlos. Bolívar hob daraufhin eine neue Abteilung aus, die er zur Verstärkung von Cruz Carillo nach San Felipe schickte. De la Torre, der nicht wusste, dass es sich bei den Truppen größtenteils um Rekonvaleszenten und Rekruten handelte, befahl am 22. Juni Juan Tello mit zwei Bataillonen (1. Navarra und Barinas), sowie einer Reiterschwadron zur Unterstützung gegen die Bedrohung im Nordwesten. Dabei handelte es sich insgesamt fast achthundert Soldaten. Zufrieden mit der weiteren Schwächung der Spanier, verlegte Bolívar am folgenden Tag seine Truppen nach Nordosten, wo seine Vorausabteilungen in den vorangegangenen Tagen spanische Vorposten verdrängt hatten.

## Tag der Entscheidung

### Vorbereitung
Noch in San Carlos hatte Bolívar am 7. Juni die Truppen von Páez und am 16. die Division Urdanetas in sein Heer integriert. Auch Zarazas Reiter waren hinzugestoßen, aber krankheitsbedingt musste Bolívar die beiden letztgenannten Kommandeure ersetzen. Er organisierte am 15. Juni die Truppen in drei Divisionen, denen Páez, Cedeño und Plaza vorstanden. Die Spanier verfügten ebenfalls über drei Divisionen. Morales führte die zweite oder Vorhut-Division, Tómas García die 1. Division und José Maria Herrera die 5. Die Gesamtzahl der Spanier betrug zum Zeitpunkt der Schlacht 4279 Mann.
Bolívar selbst erkundete an diesem Sonntagmorgen die Stellungen der Spanier in der etwa 4 × 3 Kilometer großen Ebene von Carabobo von einem Hügel aus. Hier nahm er die letzten Modifikationen seines Angriffsplans vor. Von San Carlos führte die Kolonialstraße nach Valencia an dieser Stelle fast genau in west-östlicher Richtung durch ein hügeliges Gelände, das die Ebene im Westen und Süden begrenzt. Hier hatten die Spanier ihre beiden Kanonen in Stellung gebracht, die vom 1. Bataillon Valencey von der 1. Division gesichert wurden. Dahinter befand sich die zweite Reihe ihrer Verteidigung mit den anderen Infanterie-Bataillonen, dahinter das Bataillon Burgos als Reserve. Die spanische Kavallerie befand sich nordöstlich dahinter. Weil Bolívar einen Frontalangriff auf der Kolonialstraße als zu verlustreich einschätzte, ließ er lediglich die Division von Plaza gemächlich der Straße folgen, während die beiden anderen Divisionen, begleitet von vierzig Pionieren und einigen lokalen Führern, die spanischen Verteidigung Richtung Nordwesten umgehen, um die schwächere linke Flanke von de la Torres Truppen anzugreifen.

### Schlachtverlauf

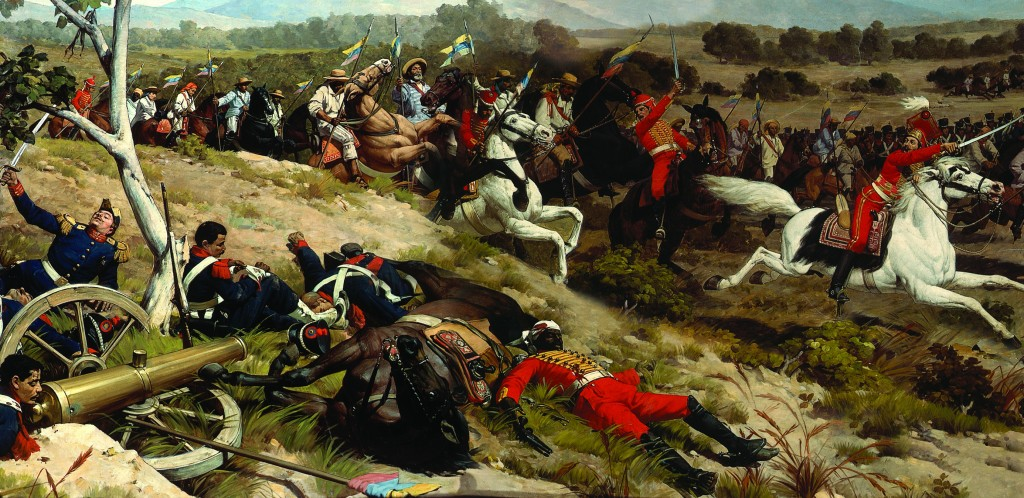
Ausschnitt aus dem obigen Bild von Martín Tovar y Tovar

De la Torre schickte Burgos auf eine nördlich gelegene Anhöhe, um die Divisionen Paez und Cedeño, die sich in Feuer der spanischen Artillerie durch eine flache Hügellandschaft bewegten, aufzuhalten. Paez traf gegen 11 Uhr mit den Bravos de Apuré auf die rechte Flanke der Spanier. Wegen des heftigen Abwehrfeuers von Burgos auf einem Hügel, der die Attacke zweimal scheitern ließ, befahl Páez den britischen Jägern (Cazadores Británicos) einzugreifen. Mit dem Bajonett konnte Burgos etwas abgedrängt werden. De la Torre zog derweil die am nächsten stehenden Bataillone Hostalrich und Barbastro von der Kolonialstraße ab und postierte sie an den Flanken von Burgos. Ohne die Unterstützung der Reiter von Páez erhielten die britischen Jäger, die reformierten Bravos, sowie zwei Kompanien von Cedeños Tiradores de La Guardia (Gardeschützen) den Angriffsbefehl. Während der ersten Viertelstunde des mörderischen Angriffs fielen 17 britische Offiziere, aber die Spanier verließen nun ihrerseits die Stellungen, um sich den Europäern zu nähern. Diese warteten kaltblütig auf den günstigsten Moment und waren damit sehr effektiv. Gleichzeitig ließ Páez seine Reiter die spanische Linie umgehen. De la Torre schickte nun auch die Bataillone Principe und Infante sowie die Kavallerie in Form von Dragonern und Husaren in die Schlacht. Páez reagierte mit hundert Lanzenreitern, die die Spanier auseinandertrieben. Da vor allem in den Reihen der Kavallerie viele Südamerikaner dienten, war die Moral nicht sehr hoch.

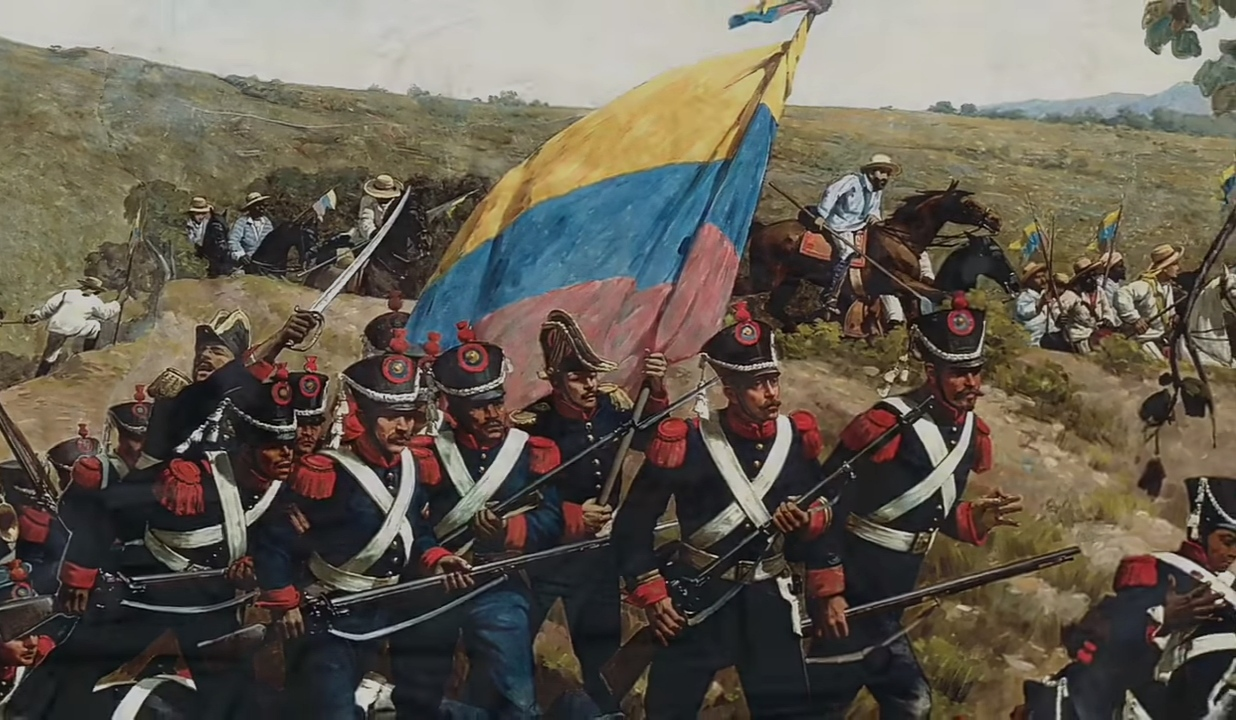
Ausschnitt aus dem obigen Bild von Martín Tovar y Tovar

Die Division von Cedeño rückte, nachdem die Kavallerie im Rücken der Spanier operiert und deren Kavallerie in die Flucht geschlagen hatte, über den Hügel, von dem die Reste des Bataillons Burgos und deren Verstärkungen vertrieben oder gefangen worden waren, auf den Rest der Armee de la Torres vor, die größtenteils die Straße aufgegeben hatte, und sich zum Brennpunkt der Kämpfe hin bewegte. Die Division von Plaza, insbesondere die Bataillone Boyacá und Vargas waren derweil von der Straße abgewichen und konnten so einige spanische Einheiten abfangen. Einer von de la Torres Stabsoffizieren, José Rodríguez Rubio, schreibt wenige Tage später: „Am 24. des vergangenen Monats drangen die Feinde über die Engpässe zur Linken ein und hinterhältig schafften sie es, Bataillon für Bataillon ihre Stellungen angreifen zu lassen und zu schlagen, was dazu führte, dass wir schließlich in vielen kleinen Kämpfen geschlagen wurden, während Teile ihrer Kavallerie uns ergriffen und durch ihre linke Flanke abschnitten, was letztlich zur Auflösung der Streitmacht in alle Richtungen führte, und nur das tapfere Bataillon Valencey zog sich geordnet zurück.“
Beim Nachsetzen, vor allem bei der Verfolgung des Bataillons Valencey, verlor General Manuel Cedeño bei dem Versuch die Spanier zur Kapitulation zu bewegen, sein Leben. Gleiches widerfuhr dem Oberst Ambrosio Plaza bei der Attacke des Bataillons Infante. Auch Páez’ Leibwächter Pedro Camejo, war unter den Opfern im ersten Kavallerieregiment, der Ehrengarde (Guardia de Honor), während der Gefechte mit der spanischen Reitern. Auf der anderen Seite konnte sich de la Torre unter dem Schutz der verblieben Reste seines Heeres nach Puerto Cabello (der einzige befestigte Hafen Venezuelas) absetzen.

## Nachgang
Bolívar selbst versuchte, die Flucht der Spanier mit seinen verbliebenen Reserven zu unterbinden. Da die Kavallerie von Páez sich zuerst mit Munition versorgen, und weil Bolívar die Bataillone Rifles und Granaderos (Grenadiere) zur Verfolgung erst heranführen musste, hatten die verbliebenen Spanier Zeit, ihren Rückzug zu ordnen. Hinzu kam ein Regenschauer, der den Spaniern die Flucht erleichterte. Die Spanier hatten 2908 Verluste zu beklagen, wobei etwa 1500 Gefangene gemacht wurden, aber durch unzählige Desertionen, waren es, nachdem auch die abkommandierten Einheiten nach Puerto Cabello zurückgekehrt waren, kaum 3000 Soldaten, die den Spaniern geblieben waren.
Die zähen Gefechte erstreckten sich noch über mehrere Tage bis zur Einnahme Valencias. Pereira, der in Caracas am Vortag der Schlacht den Kalvarienberg gehalten hatte, zog sich nachdem er Kenntnis vom Ausgang der Schlacht erhalten hatte, nach La Guaira zurück. Hier verweigerte ihm ein französisches Geschwader die Flucht nach Puerto Cabello. Erst als er vor Bolívars Adjutanten Diego Ibarra kapituliert hatte, gestattete Bolívar den Transport, den die Franzosen Anfang Juli bereitwillig durchführten.
Bolívar, der vier Tage nach der Schlacht in seine Heimatstadt Caracas einzog, schrieb an den Vizepräsidenten Francisco de Paula Santander in Bogota am 25., dass er nur 200 Mann Verluste zu beklagen hätte, in Wahrheit dürften es jedoch drei- bis viermal so viele gewesen. Er führte in den folgenden Wochen einen Briefwechsel mit de la Torre, um die Spanier zu einer landesweiten Kapitulation zu bewegen, hatte aber damit keinen Erfolg. Weil er nach Neugranada zurückkehrte und Venezuela nicht zentral, sondern von Santiago Mariño im Westen, Páez im Zentrum und Carlos Soublette im Osten in drei Departements regieren ließ, konnten die Spanier ihre Chancen nutzen und im folgenden Jahr durch den Nachfolger de la Torres, Morales, beträchtliche Erfolge bei der Rückeroberung erzielen. Erst am 24. Juli 1823, mit der Seeschlacht von Maracaibo und der dritten Belagerung von Puerto Cabello, das Páez in der Nacht vom 7. auf den 8. November dieses Jahres einnahm, waren die Spanier endgültig besiegt. Lokale Aufstände von Königstreuen prägten allerdings noch auf Jahre hinaus das Bild in Venezuela.

## Monument
Seit 1971 schmücken ein weißer Triumphbogen des spanischen Architekten Antonio Rodriguez de Villar und ein Aussichtsturm die ausgedehnte Parkanlage der Gedenkstätte der Schlacht, die Venezuela die endgültige Befreiung von der spanischen Kolonialherrschaft sicherte. Der Campo de Carabobo liegt im gleichnamigen Bundesstaat, rund 25 km südwestlich der Provinzhauptstadt Valencia.